# Europees kampioenschap voetbal 2020 (Groep F) Hongarije - Frankrijk
Dit artikel gaat over de wedstrijd in de groepsfase in groep F tussen Hongarije en Frankrijk die gespeeld werd op zaterdag 19 juni 2021 in de Puskás Aréna te Boedapest tijdens het Europees kampioenschap voetbal 2020. Het duel was de 22ste wedstrijd van het toernooi.

## Voorafgaand aan de wedstrijd
- Hongarije stond bij aanvang van het toernooi op de 37ste plaats van de FIFA-wereldranglijst.[1] Negentien Europese landen en achttien EK-deelnemers stonden boven Hongarije op die lijst. Frankrijk was op de tweede plaats terug te vinden.[2] Enkel eveneens EK-deelnemer België had een hogere positie op die lijst.
- Hongarije en Frankrijk troffen elkaar voorafgaand aan deze wedstrijd al 22 keer. Hongarije won twaalfmaal eerder, Frankrijk zegevierde acht keer en twee keer eindigde het duel onbeslist. Op zowel het WK 1978 (3–1) als het WK 1986 (3–0) bleek Frankrijk te sterk voor Hongarije.
- Voor Hongarije was dit haar vierde deelname aan een EK-eindronde en de tweede op rij. Op het EK 1964 werd Hongarije derde. Frankrijk nam voor een tiende maal deel aan een EK-eindronde en voor de achtste achtereenvolgend keer. De beste prestatie was de eindzege op het EK 1984 en het EK 2000.
- In de eerste speelronde van de EK-groepsfase verloor Hongarije met 0–3 van Portugal. Frankrijk pakte met een 1–0 zege de drie punten tegen Duitsland.

## Wedstrijdgegevens[3]
| Datum                  | 19 juni 2021                                                                           | 19 juni 2021                                                                           |
| Aftrap                 | 15:00 uur                                                                              | 15:00 uur                                                                              |
| Wedstrijdnummer        | 22                                                                                     | 22                                                                                     |
| Stadion                | Puskás Aréna, Boedapest                                                                | Puskás Aréna, Boedapest                                                                |
| Toeschouwers           | 55.998                                                                                 | 55.998                                                                                 |
| Scheidsrechter         | Michael Oliver                                                                         | Michael Oliver                                                                         |
| Assistenten            | Stuart Burt Simon Bennett                                                              | Stuart Burt Simon Bennett                                                              |
| Vierde official        | Bartosz Frankowski                                                                     | Bartosz Frankowski                                                                     |
| Videoscheidsrechters   | Chris Kavanagh Kevin Blom (assistent) Lee Betts (assistent) Pol van Boekel (assistent) | Chris Kavanagh Kevin Blom (assistent) Lee Betts (assistent) Pol van Boekel (assistent) |
| Man van de wedstrijd   | László Kleinheisler                                                                    | László Kleinheisler                                                                    |
|                        | Hongarije                                                                              | Frankrijk                                                                              |
| Doelpunten             | 1                                                                                      | 1                                                                                      |
| Gele kaarten           | 1                                                                                      | 1                                                                                      |
| Rode kaarten           | 0                                                                                      | 0                                                                                      |
| Wissels                | 3                                                                                      | 4                                                                                      |
| Schoten op doel        | 3                                                                                      | 4                                                                                      |
| Schoten naast doel     | 1                                                                                      | 10                                                                                     |
| Overtredingen          | 17                                                                                     | 15                                                                                     |
| Hoekschoppen           | 1                                                                                      | 3                                                                                      |
| Buitenspel             | 0                                                                                      | 1                                                                                      |
| Passnauwkeurigheid (%) | 81                                                                                     | 89                                                                                     |
| Balbezit (%)           | 39                                                                                     | 61                                                                                     |

| Hongarije | 1 – 1          | Frankrijk |
| (Roland Sallai) Attila Fiola 45+2' | goals (assist) | 66' Antoine Griezmann |
| Marco Rossi | bondscoach     | Didier Deschamps |
| Péter Gulácsi ( 26') Endre Botka Willi Orban Attila Szalai Loïc Nego László Kleinheisler 84' Ádám Nagy András Schäfer 75' Attila Fiola 26' Ádám Szalai Roland Sallai | opstellingen   | Hugo Lloris Benjamin Pavard Raphaël Varane Presnel Kimpembe Lucas Digne Paul Pogba 76' N'Golo Kanté 57' Adrien Rabiot Antoine Griezmann 76' Karim Benzema Kylian Mbappé |
| Nemanja Nikolić 26' Tamás Cseri 75' Gergő Lovrencsics 84' | wissels        | 57' 87' Ousmane Dembélé 76' Corentin Tolisso 76' Olivier Giroud 87' Thomas Lemar                                                                                        |
| Endre Botka 52' | gele kaarten   | 10' Benjamin Pavard |
| | rode kaarten   | |